# Richard Bulliet
Richard W. Bulliet (Rockford, 30 ottobre 1940) è uno storico statunitense.
Specializzato in storia della società e delle istituzioni islamiche, storia della tecnologia, e storia del ruolo degli animali nella società umana. Si è formato all'Università Harvard (da cui ha ricevuto un dottorato nel 1967); dopo aver insegnato alla Harvard e all'Università della California a Berkeley si è trasferito alla Columbia University di New York, dove ha anche diretto l'Istituto per il Medio Oriente. È nipote del critico d'arte Clarence Joseph Bulliet.
Molte delle sue opere hanno come argomento l'Iran, ma si occupano anche del mondo musulmano più in generale: The Patricians of Nishapur: a Study in Medieval Islamic History (1972), Conversion to Islam in the Medieval Period: An Essay in Quantitative History (1979), e Islam: the View from the Edge (1994). Tra quelle che considerano la storia e la società islamiche da un punto di vista più ampio vi sono Under Siege: Islam and Democracy (1994) e The Case for Islamo-Christian Civilization (2004). In The Camel and the Wheel (1975) si fondono i suoi interessi per la storia della tecnologia, della domesticazione animale e del Medio oriente (ad esempio, descrive i grandi vantaggi militari che gli eserciti arabi, durante l'espansione islamica delle origini, ricavarono da un semplice miglioramento della forma delle selle in tessuto dei cammelli).
Bulliet è anche autore o curatore di opere di argomento più generale, come la Columbia History of the Twentieth Century (curatore, 1998), The Encyclopedia of the Modern Middle East (co-curatore, 1996), e The Earth and Its Peoples: A Global History (coautore, 1997). Inoltre ha scritto alcuni romanzi basati sulla sua conoscenza della politica internazionale e del Medio oriente, ed è un sostenitore della validità del fumetto come forma d'arte.
Le sue ricerche sono contraddistinte da un uso innovativo dei dati storici e da una radicale messa in discussione dei ruoli che la tecnologia, la religione, la politica e la domesticazione animale giocano nella società umana. Come altri studiosi che prendono posizione su un argomento tanto controverso come il Medio oriente, Bulliet è stato criticato da più parti a proposito di molte questioni attualmente dibattute: per il suo parziale sostegno della rivoluzione iraniana del 1979, o perché le sue opinioni sul conflitto israeliano-palestinese appaiono eccessivamente favorevoli alla causa palestinese. Gli è anche stata rivolta la comune critica anti-orientalista secondo cui, in quanto studioso occidentale delle società orientali, non è in grado di parlare di queste società senza consegnarle allo status di "altro".
I commenti di Bulliet sul Medio oriente e i suoi più recenti scritti sulla domesticazione animale e la "post-domesticità" sono diffusi dall'agenzia Agence Global.
In base a un'intervista rilasciata alla rivista Columbia (numero dell'autunno 2007) da Lee C. Bollinger, presidente della Columbia University, si deve a Bulliet l'idea di invitare il presidente iraniano Mahmoud Ahmadinejad a un incontro pubblico che si è tenuto presso l'università il 24 settembre 2007. Questa iniziativa fu molto controversa.